# قشة جولدي
قرد القشّة جولدي؛ سعدان جولدي (الأسم العلمي: Callimico goeldii) وهو قرد صغير يقطن أمريكا الجنوبية وهو من قرود العالم الجديد الذي يعيش في الأشجار العليا في حوض الأمازون ما بين بوليفيا والبرازيل وكولومبيا والإكوادور، وبيرو. ويعتبر النوع الوحيد المصنف في جنس «كاليميكو» (Callimico) ، وأحيانًا ما يشار إلى القرود باسم «كاليميكوس» "callimicos".
قرود غولدي أما أن تكون باللون الأسود أو البني الداكن والشعر على رأسها وذيلها يبرز أحيانًا باللون الأحمر أو الأبيض أو البني الفضي. يصل طول أجسامهم حوالي 8–9 بوصة (20–23 سـم) ومع الذيل حوالي 10–12 بوصة (25–30 سـم) طويل.

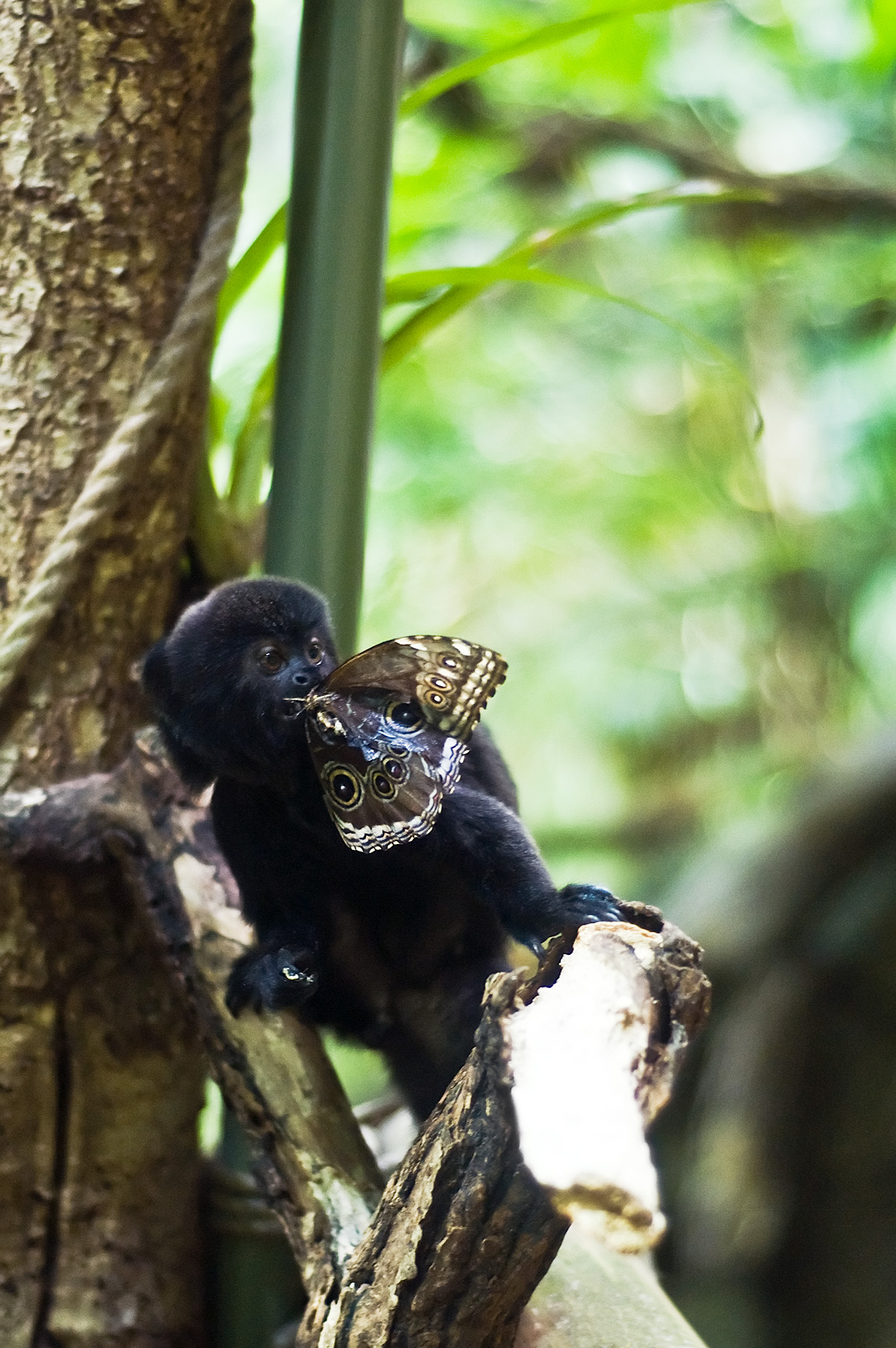
قرد القشة يأكل فراشة

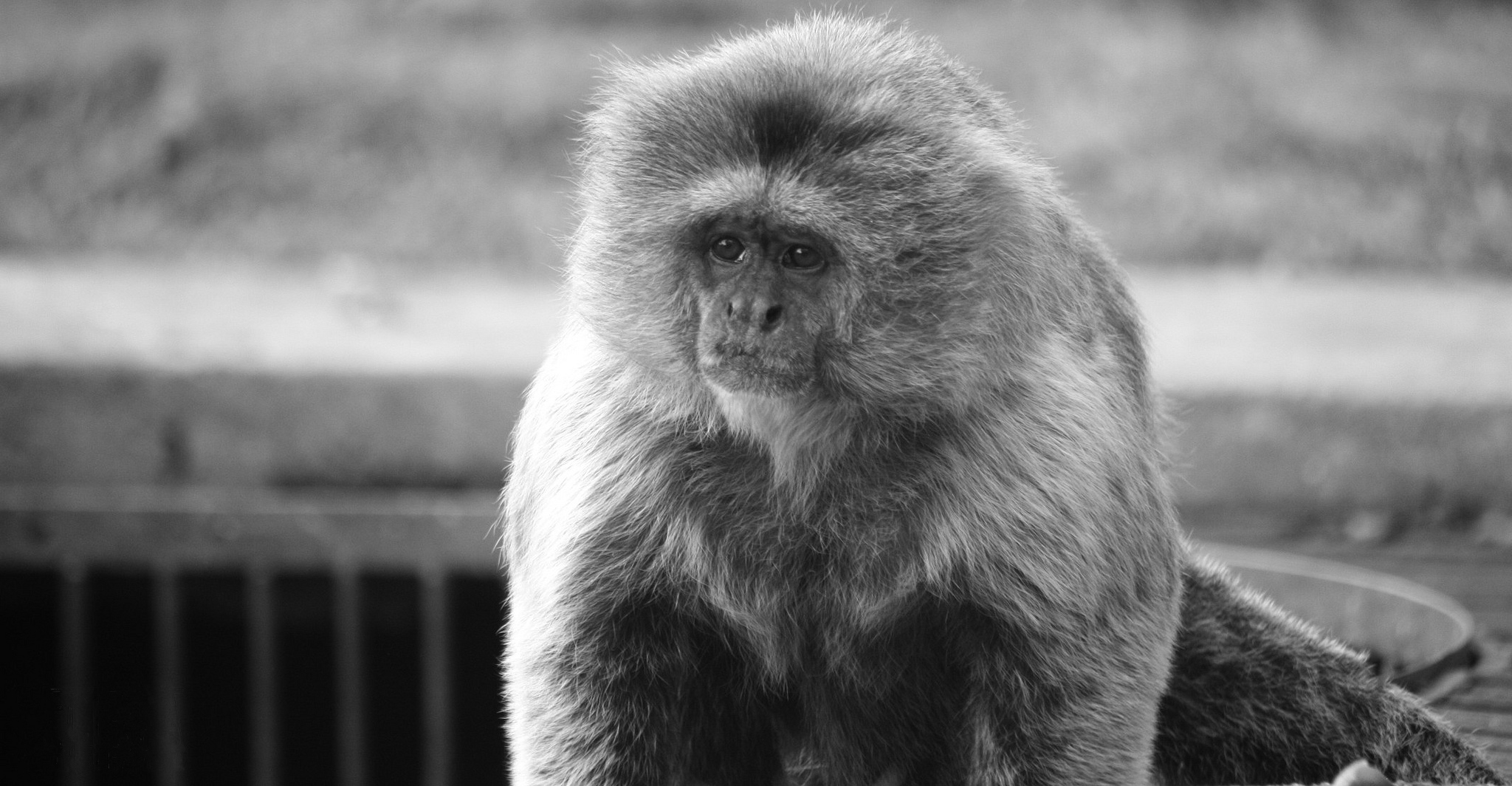
قرد غولدي في فنزويلا

تم وصف قرد جولدي لأول مرة في عام 1904، مما يجعل صنف كاليميكو واحدًا من أجناس القرود الأحدث التي يمكن وصفها. في مخططات التصنيف القديمة حيث وضعت في بعض الأحيان في عائلة Callimiconidae الخاصة بها، وأحيانا، جنبا إلى جنب مع قرود القشة والطمارين، في فصيلة فرعية «بهيات الشعر» ضمن سعادين كبوشية الشكل. في الآونة الأخيرة، تم إعادة تصنيف الكلايتريكيدا إلى عائلة القشيات.
تبلغ الإناث قرود غولدي مرحلة النضج الجنسي بعد ثمانية أشهر ونصف، بينما يبلغ الذكور ستة عشر شهر ونصف. تستمر فترة الحمل من 140 إلى 180 يومًا. على عكس قرود العالم الجديد الأخرى، لديهم القدرة على الولادة مرتين في السنة. تحمل الأم قردًا واحدًا في الحمل فقط، بينما تلد معظم الأنواع الأخرى في أسرة القشيات توأمان. خلال الأسبوعين الأول والثاني، تعمل الأم كمقدم رعاية أولي حتى يتولى الأب معظم المسؤوليات باستثناء الرضاعة التي تتولى الام مسؤوليتها. يفطم الرضيع بعد حوالي 65 يومًا. عدد الإناث غولدي يفوق عدد الذكور بنسبة 2 إلى 1. العمر المتوقع (الافتراضي) في الآسر هو حوالي 10 سنوات. القرود غولدي قادرة على القفز بقدر نصف ساحة ملعب تنس إلى النصف الآخر من الملعب.
تفضل قرود جولدي جلب المؤن في الظل الكثيف داخل الغابات. ربما بسبب هأنها تعيش في مجموعات داخل بقع منفصلة من الموائل المناسبة، فهي نادرة، مفصولة بأميال من النباتات الغير مناسبة. في موسم الأمطار، يشمل نظامهم الغذائي الفواكه والحشرات والعناكب والسحالي والضفادع والثعابين، وغيرها. في موسم الجفاف، تتغذى هذه القرود على الفطريات، وهي القرود الاستوائية الوحيدة المعروفة التي تعتمد على هذا المصدر في الغذاء. تعيش قرود غولدي في مجموعات اجتماعية صغيرة (حوالي ستة أفراد) يبقون على بعد أمتار قليلة من بعضهم البعض في معظم الوقت، والبقاء على اتصال عبر نداءات عالية النبرة. ومن المعروف أيضا أنها تشكل مجموعات متعددة الأنواع مع الطمارين، ربما لأن قرد جولدي ليست معروفة لديهم تعدد الأشكال المرتبطة X التي تمكن بعض الأفراد من أنواع القرود العالم الجديد أن ترى الرؤية الثلاثية لوني كاملة.
يأخذ هذا النوع اسمه من مكتشفه عالم الطبيعة السويسري إميل أوجست جولدي.

## روابط خارجية
- ARKive - صور وأفلام قرد Goeldi (Callimico goeldii)
- بيان صحفي حول الأبحاث الحديثة حول قرد جولدي من قبل العلماء في جامعة واشنطن
- معلومات الرئيسيات صافي Callimico goeldii
- صور قرد جولدي نسخة محفوظة 3 مارس 2016 على موقع واي باك مشين.